# ヘルレイザー2
『ヘルレイザー2』（Hellbound: Hellraiser II）は、1988年に製作されたイギリスのホラー映画である。ヘルレイザーシリーズの第2作にあたる。

## 概要
1988年のサターン賞の音楽賞を受賞した。

## ストーリー
前作の事件の後、カースティーは精神病院に入院していた。カースティーは自分の体験を話すが、誰も取り合わない。そんな中、彼女は夢か現実か父らしき人物が助けを求めるのを見る。一方、病院の院長チャナードは以前からパズルボックスの研究をしており、口実を設け警察から事件現場のマットレスを手に入れる。彼は病院の患者を犠牲にし、マットレスからジュリアを復活させることに成功する。さらにはパズルマニアの少女ティファニーを使って、自らを犠牲にすることなく魔道士（セノバイト）を呼び出そうとする。

## キャスト
- アシュレイ・ローレンス（英語版）：カースティ・コットン（英語版）
- クレア・ヒギンズ（英語版）：ジュリア・コットン
- ダグ・ブラッドレイ：魔道士ピンヘッド（英語版）/エリオット・スペンサー大尉
- ケネス・クラナム：フィリップ・チャナード博士
- イモゲン・ボアマン（英語版）：ティファニー
- ショーン・チャップマン（英語版）：フランク・コットン
- ウィリアム・ホープ：カイル・マクレー
- バービー・ワイルド：魔道士フィメール
- ニコラス・ヴィンス（英語版）：魔道士チャタラー（英語版）
- サイモン・バムフォード（英語版）：魔道士バターボール